# 筏師

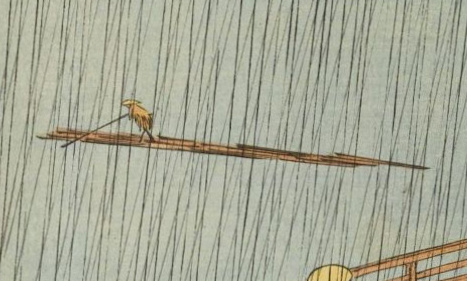

筏師（いかだし）とは、山で切り出した材木で筏を組み、河川で筏下しをすることによって木材流送（運搬）に従事することを業としていた者。筏夫（いかだふ）・筏乗（いかだのり）・筏士（いかだし）とも。
文献例としては、12世紀成立の『金葉和歌集』には言葉が見られる。

## 概要
古代・中世においては、畿内の河川交通の要地や生産地の近くに置かれた木津（材木湊）には権門による木屋が設けられ、木屋預や木守の下に筏師が編成されていた。権門の中でも特に大量の材木を要した寺社は木屋預や筏師を寄人とすることで安定した材木確保を図り、木屋預らも寄人身分を得ることで筏下し以外を含めた河川交通における特権を得た。
時代が下るにつれて良質な材木を求める動きは畿内の外側へと広がり、新しく生産地となった地方の山林に近い大河川にも筏師は広まった。また、増水期や農家の水需要が多い時期には筏師の行動が制約され、江戸時代の寛永年間以後には夏季に筏師が休業する慣例が確立されたため、その時期などには焼畑などの農業に従事したり、川舟の操作や舟荷扱いなどを手掛けた。また、副業として筏下しとともに酒樽や板・駄物などを上荷として筏に乗せて輸送賃などを稼いだ。筏師は仲間同士で結んで「筏師座」と呼ばれる座を結成したり、腰瀧祭のような祭祀をともに行った。
安土桃山・江戸時代に入り、権門の保護が失われる一方で社会の安定に伴って材木の需要が増大すると、筏株（いかだかぶ）と呼ばれる営業権が確立され、「筏乗前」と呼ばれる株仲間へと発展した。近代になっても材木需要の高さから筏師の活動は活発で、株仲間の廃止とともに「筏師組合」への衣替えも行われた。だが、昭和に入るとトラック輸送の発達やダム建設による河道の堰き止めなどがあって業務が困難となり、戦後には筏師の活動がみられなくなった。
1979年、和歌山県北山村で観光振興も兼ねた筏流しが復活。2000年代においても継続的に続けられており、数人の筏師が存在する。